# Gastropacha populifolia
Gastropacha populifolia là một loài bướm đêm thuộc họ Lasiocampidae. Nó được tìm thấy ở miền nam và Trung Âu, qua Nga và Trung Quốc tới Nhật Bản.

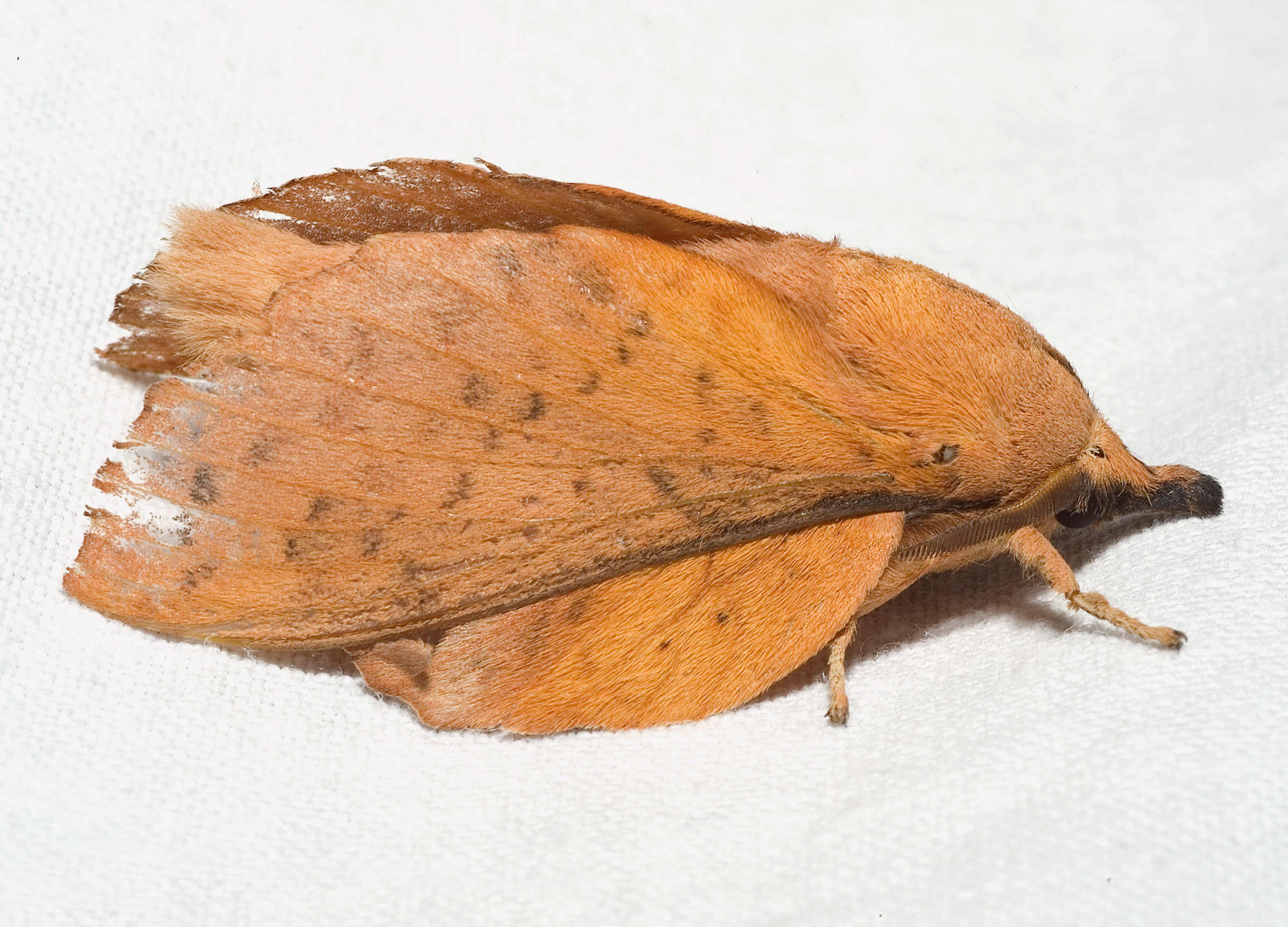

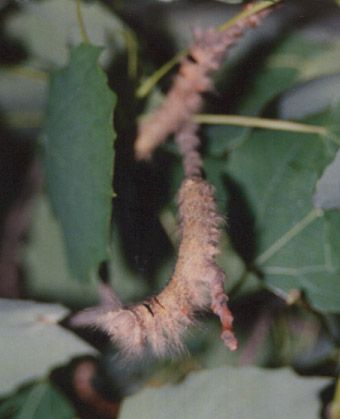
sâu bướm

Sải cánh dài 45–65 mm đối với con đực và 65–80 mm đối với con cái. Con trưởng thành bay từ tháng 6 đến tháng 8 tùy theo địa điểm.
Ấu trùng ăn các loài Populus và liễu.

## Hình ảnh

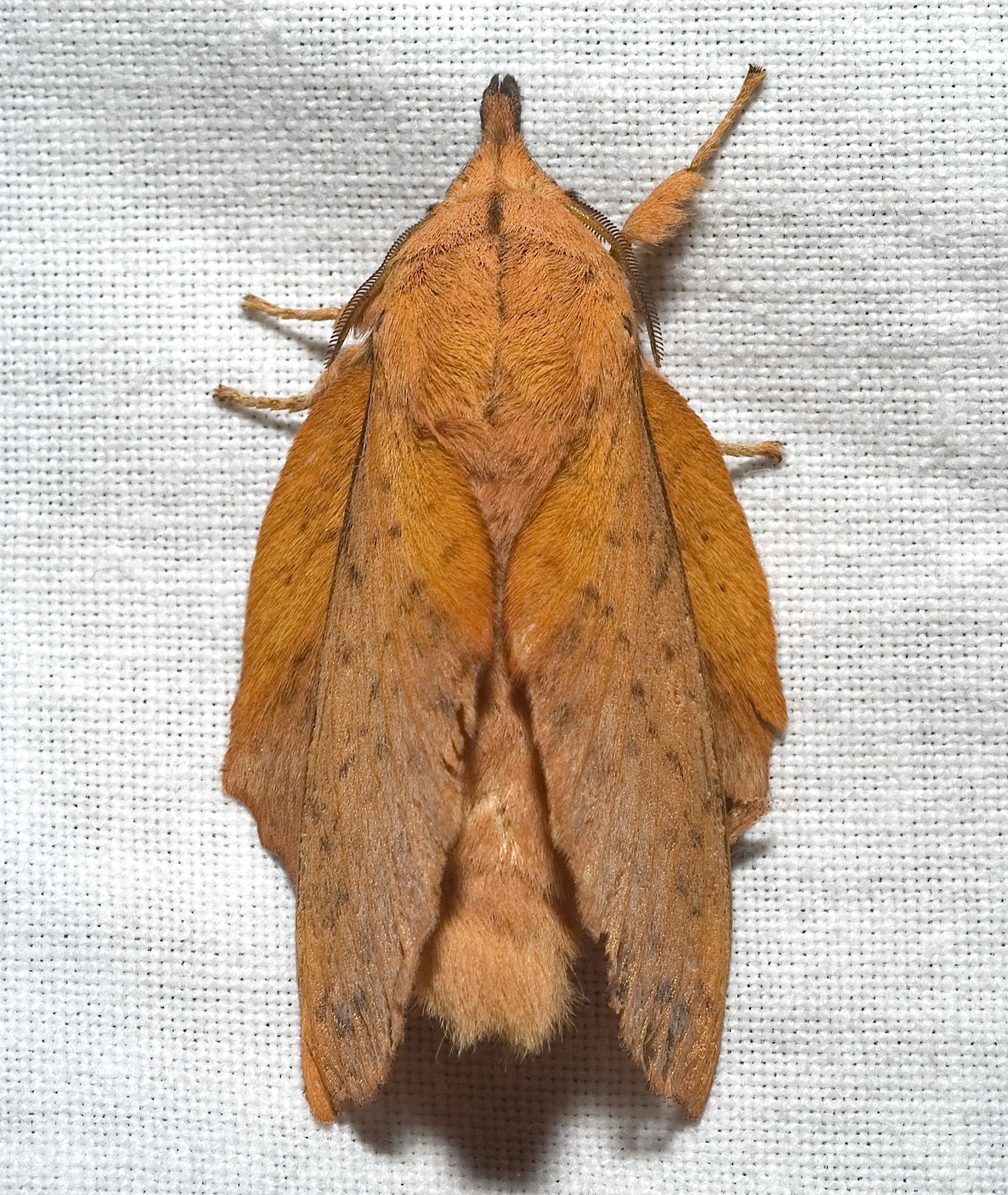